# Afgekia sericea
Afgekia sericea är en ärtväxtart som beskrevs av William Grant Craib. Afgekia sericea ingår i släktet Afgekia och familjen ärtväxter. Inga underarter finns listade i Catalogue of Life.

## Bildgalleri

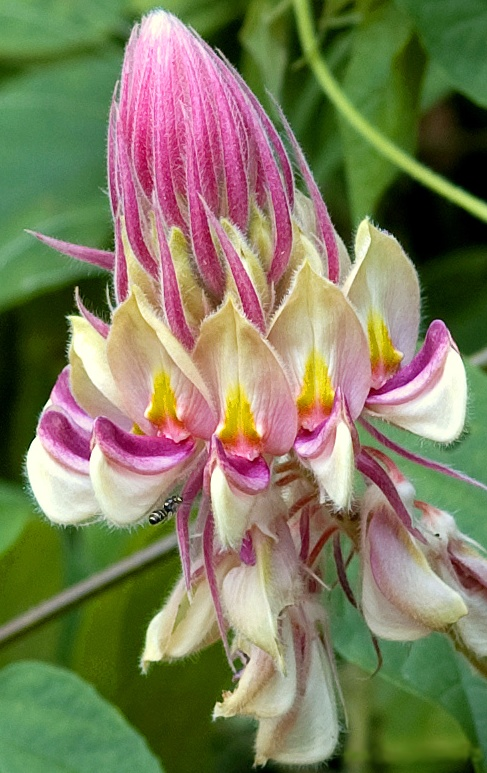